# Tomopagurus rubropunctatus
Tomopagurus rubropunctatus is een tienpotigensoort uit de familie van de Paguridae. De wetenschappelijke naam van de soort is voor het eerst geldig gepubliceerd in 1893 door A. Milne-Edwards & Bouvier.